# Zatrephes flavinotata
Zatrephes flavinotata är en fjärilsart som beskrevs av Rothschild 1910. Zatrephes flavinotata ingår i släktet Zatrephes och familjen björnspinnare. Inga underarter finns listade i Catalogue of Life.